# 立陶宛猶太人大屠殺
立陶宛猶太人大屠殺是納粹德國佔領立陶宛蘇維埃社會主義共和國後對當地猶太人（包括立陶宛猶太人與前來避難的波蘭猶太人）的大屠殺，幾乎摧毀了立陶宛（屬納粹德國的東方總督轄區）的整個猶太人社群，至二戰結束時，立陶宛約21萬名猶太人中有近95%（19萬至19.5萬人）被屠殺，多數人在1941年6月至12月間遇難。猶太人大屠殺為立陶宛歷史上短時間最多人罹難的事件:218–219。黛娜·波拉特與康拉德·克威特等學者認為納粹德國屠殺猶太人的最終解決方案即是始於立陶宛:159。
1941年德國進攻蘇聯後立陶宛首當其衝，迅速被德國佔領，猶太人大屠殺隨即展開:159。納粹德國當局將立陶宛一年前被蘇聯佔領的原因歸咎於當地猶太人，以此煽動立陶宛人對猶太人的仇恨。立陶宛猶太人被殺害的比例高於其他被納粹佔領的國家，有歷史學家認為此為當地非猶太人的民兵與納粹緊密合作、組織抓捕殺害猶太人所致，但雙方合作的原因仍有爭議:218-219:161。
至今與立陶宛猶太人大屠殺相關的主題、當時立陶宛人（包括數名重要的立陶宛獨立運動人士）扮演的角色等仍極具爭議。

## 經過

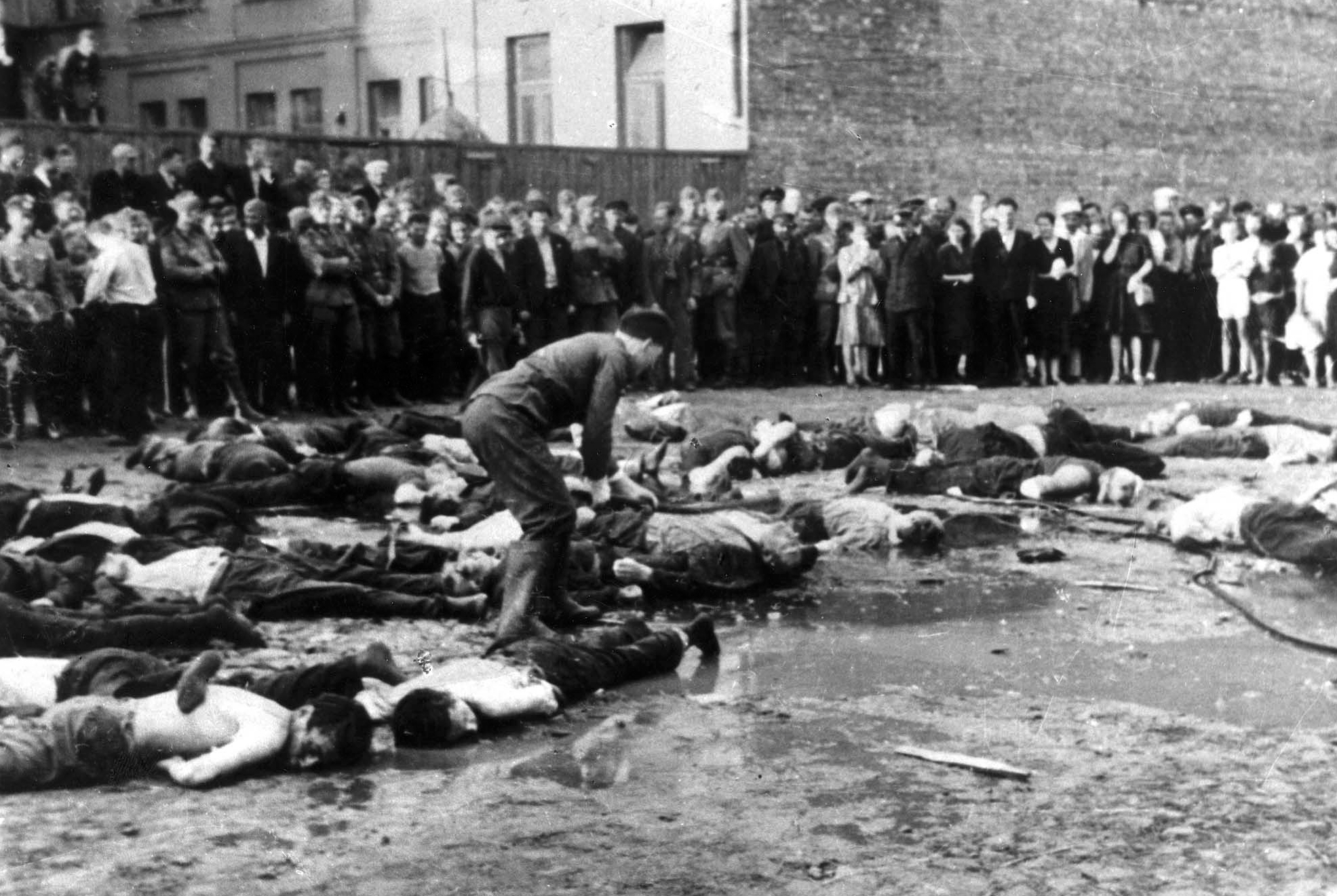
1941年6月考那斯反猶騷亂中被殺害的猶太人與圍觀民眾

立陶宛猶太人大屠殺可大致分為1941年6月至12月、1941年12月至1943年3月，以及1943年4月至1944年7月三個階段:205-206。大多數立陶宛猶太人（約17萬5000人）在第一階段即遇害:161，納粹德國入侵前一週立陶宛爆發了反抗蘇聯統治的六月起義，反蘇武裝組織立陶宛行動前線控制了數個城市，開始進行反猶宣傳並攻擊猶太人，納粹德國於6月22日入侵，6月25日與26日立陶宛民兵首領阿爾吉爾達斯·克利馬蒂斯率800人的武裝開始考那斯反猶騷亂，殺害考那斯的猶太人，並摧毀了多座猶太教堂和房舍，納粹親衛隊旅隊領袖法蘭茲·華特·史塔列克稱截至6月28日考那斯已有3800名猶太人被殺，周圍鄉鎮另有1200人遇害，1990年代起有史學家質疑史塔列克的數據，認為此事件的遇難人數應有誇大。
隨著德軍佔領立陶宛，別動隊開始組織殺害當地猶太人:159，已知第一起案件發生在邊境城鎮加爾格日代，該地距早前已被德國佔領的克萊佩達僅18公里，鎮上的猶太社群歷史相當悠久，6月22日德軍佔領加爾格日代，槍殺了鎮上的800名猶太人，另有100名非猶太人也遇害（其中許多為試圖幫助猶太人者）:161。大多數立陶宛猶太人沒有被要求居住在隔都，也沒有被送往當時剛開始運營的集中營，而是直接在住處附近被槍殺，例如1941年10月29日考那斯大屠殺等多起屠殺發生在考那斯要塞的第九堡壘、波納里大屠殺則發生在維爾紐斯附近的波納里森林:159。1942年約還有45000名立陶宛猶太人，大多為住在隔都或被送往集中營者，第二階段的屠殺漸緩，德國強迫立陶宛猶太人勞動以支撐戰時經濟:214-215，第三階段納粹再度以殺害猶太人為主要目標，將隔都與集中營中剩餘的多數猶太人殺害:216-217。
立陶宛猶太人大屠殺進行快速的原因有二，一為立陶宛當地民眾多支持清除猶太人:166-167:214-215，二為立陶宛緊鄰納粹德國的東普魯士，在其東方總計畫中為優先佔領的目標，並迅速殺害人數相對不多的立陶宛猶太人:214-215。

### 當地合作者

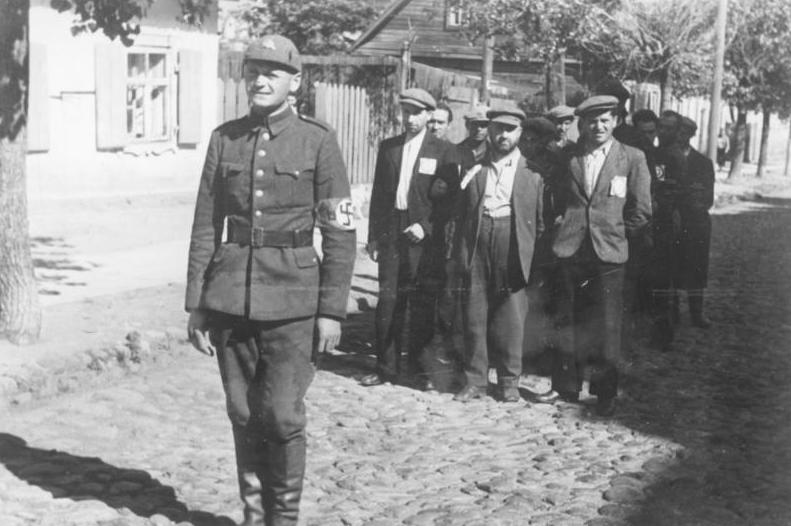
一名立陶宛安全警察與身後的猶太囚徒

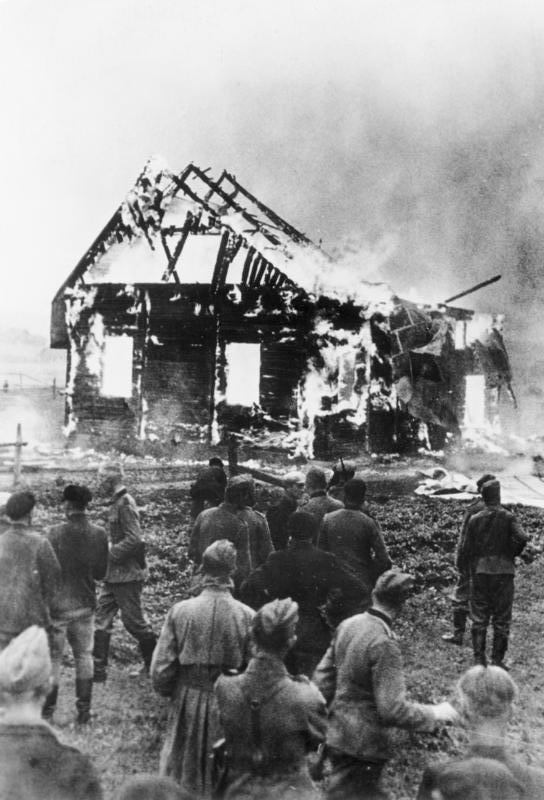
1941年7月德軍與立陶宛人燒毀一座猶太教堂

以色列猶太大屠殺紀念館的首席歷史學家黛娜·波拉特在著作中提到立陶宛人向納粹別動隊展示如何殺害婦女與小孩，並指納粹入侵初期德軍主要是殺害男人，立陶宛人則常連婦女小孩一起殺害:165-166。納粹德國政府領導組織殺害猶太人的計畫，立陶宛當地的合作者則負責規劃後勤事宜，並在納粹的指示下執行屠殺:161:214-215。納粹親衛隊旅隊領袖法蘭茲·華特·史塔列克於1941年6月25日抵達考那斯並公開發表反猶演說，他在10月的一則報告中提到自己成功掩蓋了行動小組的屠殺行動，使屠殺看起來是當地人所為。納粹佔領後，立陶宛許多右翼的反蘇游擊隊紛紛與其接觸，例如1941年6月即在考那斯發動屠殺的阿爾吉爾達斯·克利馬蒂斯。1941年6月24日立陶宛安全警察成立，歸納粹安全警察管轄，參與納粹佔領區內對猶太人等族群的屠殺，甚至有納粹指揮官的報告中稱立陶宛安全警察的人員對屠殺的積極程度比自己還高:166-167；維爾紐斯地區立陶宛志願者組成、由納粹指揮的立陶宛特別支隊（Ypatingasis būrys）也參與了波納里大屠殺等多起屠殺；還有一些立陶宛人加入了當時已解散、但由納粹重建的法西斯軍事組織鐵狼。

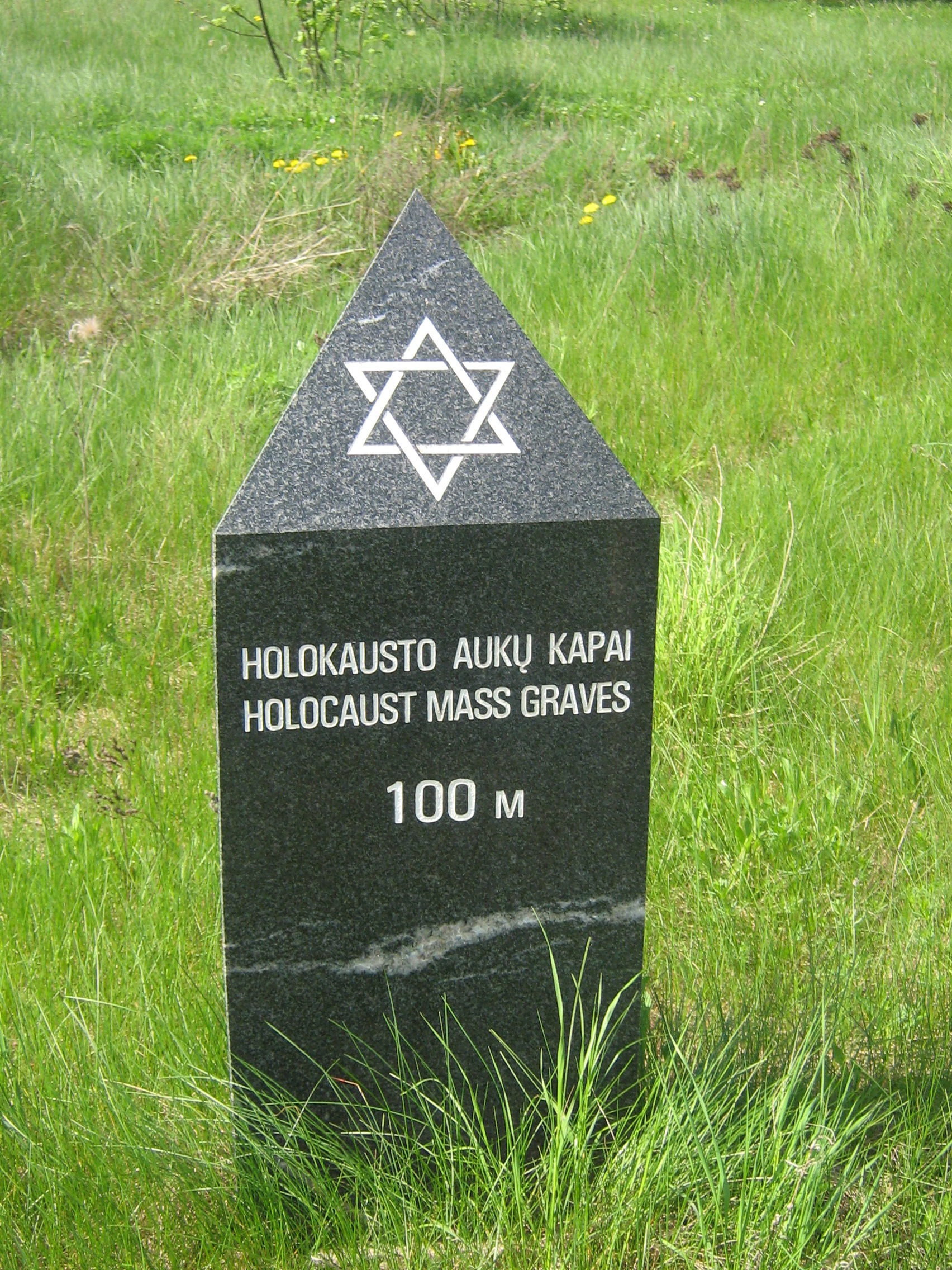
約納瓦附近的猶太人大屠殺萬人塚

總體來說許多右翼的立陶宛民族主義者與民兵組織視猶太人為敵，支持納粹清除猶太人的行動，甚至自己加入其中:214-215，他們敵視猶太人的原因複雜，包括當時中歐盛行的反猶太主義影響、部分民族主義者意欲建立由純立陶宛人組成的民族國家而希望將猶太人排除在外、猶太人在1940年至1941年大多支持蘇聯統治而與其他立陶宛人政治立場不合:166-167:214-215、以及經濟與宗教的衝突:166-167，許多人將立陶宛的危機歸咎於猶太人。因此立陶宛猶太人大屠殺的一項特色即是有相當多的當地人和組織參與其中:214-215:166-167。
不過並非所有立陶宛人都支持屠殺猶太人，有數百人冒生命危險為猶太人提供庇護所，截至2020年，以色列政府已向916名當時曾拯救猶太人的立陶宛人頒授國際義人，另外還有些波蘭裔立陶宛人向猶太人伸出援手，幫助猶太人的立陶宛人和波蘭人許多皆被納粹一起處決。